# Mesamia infuscata
Mesamia infuscata är en insektsart som beskrevs av Beamer 1942. Mesamia infuscata ingår i släktet Mesamia och familjen dvärgstritar. Inga underarter finns listade i Catalogue of Life.